# 棉毛菊
棉毛菊（学名：Phagnalon niveum）为菊科棉毛草属下的一个种。